# Il mondo alla roversa
Il mondo alla roversa ossia Le donne che comandano (deutsch: ‚Die verkehrte Welt oder Die Herrschaft der Frauen‘) ist eine Opera buffa (Originalbezeichnung: „dramma bernesco per musica“) in drei Akten von Baldassare Galuppi (Musik) mit einem Libretto von Carlo Goldoni. Sie wurde am 14. November 1750 im Teatro San Cassiano in Venedig uraufgeführt.

## Handlung
Die Oper spielt auf einer fiktiven Insel „bei den Antipoden“, auf der Frauen die Macht übernommen haben und die Männer ihnen vollkommen unterworfen sind, ohne zu klagen. Es kommt jedoch zu Eifersucht und Streitigkeiten unter den Frauen selbst. Tulia, Cintia und Aurora haben unterschiedliche Vorstellungen und streben jeweils nach der Alleinherrschaft, wobei ihnen ihre Sklaven Rinaldino, Giacinto und Graziosino helfen sollen. Der Neuankömmling Ferramonte überzeugt die Männer schließlich, sich von ihrem Joch zu befreien.

### Erster Akt
Geräumiger Hof, geschmückt mit Trophäen, die die klugen Frauen den Männern auf verschiedene Weise entrissen haben; hinter majestätischen Triumphbögen am Ende des Hofs ein großer Platz
Szene 1. Hinter einer Gruppe von Frauen mit Ketten und Bannern ziehen Tulia, Cintia und Aurora in einem von mehreren Männern gezogenen Triumphwagen auf den Hof ein. Sie fordern die versklavten Männer auf, schnellstens ihre übliche Arbeit wieder aufzunehmen (Chor: „Presto, presto, alla catena“). Diese legen sich selbst Ketten an und werden fortgeführt.
Szene 2. Tulia, Cintia und Aurora überlegen, wie sie trotz der physischen Überlegenheit der Männer ihre Herrschaft sichern können. Aurora hält es für am besten, sie zu umschmeicheln, um Liebesgefühle in ihnen zu wecken. Tulia ist ihrem von Marcus Tullius Cicero abgeleiteten Namen entsprechend für einen gemäßigten besonnenen Weg. Cintia bevorzugt eine Schreckensherrschaft.
Szene 3. Tulia erklärt Aurora, dass die Stärke der Frauen in ihrer Schönheit liege und sie diese einsetzen müssten, um über die Männer zu herrschen. Sie schlägt vor, ein Konzil der Frauen einzuberufen, um Gesetze für die dauerhafte Unterjochung der Männer festzulegen (Arie Tulia: „Fiero leon, che audace“).
Szene 4. Aurora ist fest überzeugt, dass die Männer ihre Fesseln freiwillig tragen, wenn sie verliebt sind. Sie selbst hat eine Schwäche für ihren Sklaven Graziosino entwickelt, den sie liebevoll behandelt, dem sie aber dennoch alle möglichen Aufgaben zuweist (Arie Aurora: „Quegl’occhietti sì furbetti“).
Szene 5. Graziosino ist vollkommen glücklich mit seinem Leben, da er seine Liebe erwidert weiß (Arie Graziosino: „Quando gli augelli cantano“).
Zimmer
Szene 6. Giacinto nutzt Schminke und eine Perücke, um sein unvorteilhaftes Aussehen zu verbessern (Arietta Giacinto: „Madre Natura“). Er glaubt, dadurch zumindest über die Herzen der Frauen Macht zu erhalten. Seine Besitzerin Cintia allerdings macht sich nur über ihn lustig. Giacinto will alles tun, um ihre Liebe zu gewinnen (Arie Giacinto: „In quel volto siede un nume“).
Szene 7. Cintia erklärt der mitfühlenden Tulia, dass es keine Rolle spiele, ob die Männer unter ihr leiden. Wenn sie an der Macht wären, würden sie sich auch nicht anders verhalten (Arie Cintia: „Se gli uomini sospirano“).
Szene 8. Anders als Cintia interessiert sich Tulia für das Wohlergehen ihres Sklaven Rinaldino. Er versichert ihr, dass er mit seinem Leben zufrieden ist. Tulia will ihre Untergebenen weiterhin freundlich behandeln (Arie Tulia: „Cari lacci, amate pene“).
Szene 9. Rinaldino will die Freuden des Lebens ohne Reue genießen (Arie Rinaldino: „Gioje care, un cor dubioso“).
Szene 10. Aurora und Giacinto vergleichen sich mit der Göttin Diana und dem Jäger Aktaion, der Diana beim Baden beobachtet und zur Strafe in einen Hirsch verwandelt und von seinen eigenen Hunden zerrissen wurde. Allerdings ist Aurora nicht so grausam wie Diana und Giacinto nicht so dreist wie Aktaion. Sie stellen fest, dass sie sich zueinander hingezogen fühlen.
Szene 11. Cintia wird eifersüchtig auf Aurora. Sie droht Giacinto mit Strafe, obwohl der ihr seine Liebe versichert. Es kommt zu einem Machtkampf zwischen ihr und Aurora (Finale I: „Venite, o ch’io vi faccio“). Giacinto fühlt sich hin- und hergerissen und erklärt schließlich, er wolle sich in zwei Teile aufspalten, um beide zufriedenzustellen. Um ihre Ansprüche zu beweisen, zeigt Aurora ihm ein Herz, Cintia hingegen einen Stock. Daraufhin entscheidet sich Giacinto für die freundliche Aurora. Cintia schwört Rache.

### Zweiter Akt
Für die Ratsversammlung der Frauen vorbereitetes Zimmer
Szene 1. Die Versammlung beginnt mit einem Lobpreis auf die Freiheit (Chor: „Libertà, libertà“). Nachdem jede der drei Anführerinnen den anderen ihre Position dargelegt hat, schlägt Aurora vor, eine Monarchie einzuführen, um die Streitigkeiten zu beenden. Man entscheidet sich für eine geheime Wahl, in der nacheinander die Pro- und Contra-Stimmen jeder Kandidatin gezählt werden. Da den Wählerinnen ihre Freiheit wichtig ist und keine Frau einer anderen unterworfen sein will, erhält keine der drei auch nur eine einzige Stimme. Die Position der Monarchin kann somit nicht besetzt werden.
Szene 2. Tulia befürchtet, dass die Herrschaft der Frauen nicht lange währen werde, wenn sie sich nicht einigen. Ihr eigener Machtdurst ist weiterhin ungebrochen (Arie Tulia: „Fra tutti gli affetti“).
Lieblicher Garten am Meeresufer, wo eine Bucht eine Anlegestelle für kleine Boote bietet
Szene 3. Rinaldino, Giacinto und Graziosino sammeln Blumen für ihre Herrinnen (Terzett Rinaldino, Giacinto, Graziosino: „Queste rose porporine“).
Szene 4. Als sich ein Boot mit Männern nähert, glauben die drei, diese wollten sich freiwillig den hiesigen Regeln unterwerfen (Terzett Rinaldino, Giacinto, Graziosino: „A terra, a terra“). Die Seefahrer landen an (Marsch).

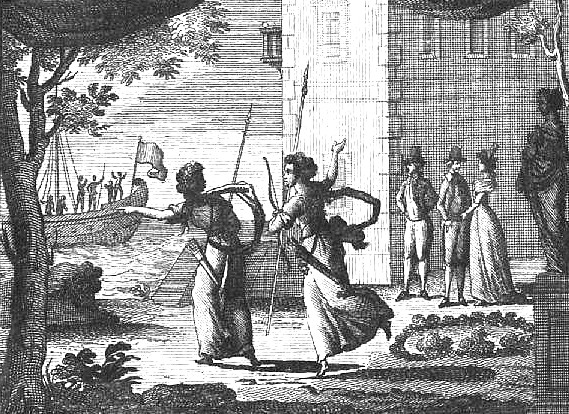
Szene II:5 (nach Pietro Antonio Novelli)

Szene 5. Die Frauen eilen herbei, um die eingetroffenen Männer festzunehmen (Sinfonia). Deren Anführer, Ferramonte, erklärt, dass sie als Freunde gekommen seien, um ihnen zu dienen und ihre Liebe zu genießen. Aurora und Cintia verspüren wenig Lust, die Ankömmlinge mit den anderen zu teilen. Giacinto, Graziosino und die anderen begrüßen sie und fordern sie auf, Ketten anzulegen („Presto, presto, alla catena“). Alle außer Rinaldino und Ferramonte ziehen ab.
Szene 6. Ferramonte erklärt Rinaldino die Bedeutung der Freiheit. Er hält es für eine Schande, sich freiwillig den Frauen zu unterwerfen, und rät Rinaldino, ihnen kein Wort zu glauben (Arie Ferramonte: „Quando le donne parlano“).
Szene 7. Rinaldino erkennt, dass Ferramonte Recht hat. Er weiß aber nicht, wie er sich von den Fesseln der Liebe lösen könnte (Arie Rinaldino: „Nochier che s’abbandona“).
Zimmer
Szene 8. Cintia will ihre Alleinherrschaft über die Insel gewaltsam erzwingen. Giacinto soll ihr dabei helfen. Sie gibt ihm ein Schwert und befiehlt ihm, hundert Frauen zu töten. Dann werde er für einen Tag ihr Ehemann sein und gemeinsam mit ihr herrschen. Falls er sich weigere, werde sie ihn persönlich mit dem Schwert durchbohren. Giacinto schwört widerwillig, den Befehl auszuführen. Cintia verspricht, dass er dies nicht bereuen werde (Arie Cintia: „Che cosa son le donne“).
Szene 9. Während Giacinto noch über seine Aufgabe nachdenkt, trifft er auf Aurora. Er ist sofort von Liebe zu ihr überwältigt, lässt sich das Schwert abnehmen und verrät ihr Cintias Plan (Arie Giacinto: „Al bello delle femine“).
Szene 10. Aurora schwört Cintia blutige Rache. Ihr Werkzeug soll Graziosino sein, der sich zögerlich bereit erklärt, Cintia zu töten. Sie gibt ihm das Schwert und erinnert ihn an ihre Liebe für ihn (Arie Aurora: „Quando vien la mia nemica“).
Szene 11. Der ängstliche Graziosino versucht, all seinen Mut zusammenzunehmen (Arie Graziosino: „Son di coraggio armato“).
Szene 12. Cintia bemerkt, dass Giacinto nicht mehr im Besitz ihres Schwerts ist, und stellt ihn zur Rede. Während er versucht, sich zu rechtfertigen, nähern sich Aurora und Graziosino (Finale II: „È questa la promessa“). Letzterer versucht einige Male, mit dem Schwert nach Cintia zu schlagen, wird aber von Giacinto zurückgehalten. Aurora und Cintia müssen ihre Auseinandersetzung verschieben.

### Dritter Akt
Zimmer
Szene 1. Rinaldino hat sich Ferramonte angeschlossen, um die Frauen zu unterwerfen. Deren Streitigkeiten spielen ihnen in die Hände.
Szene 2. Tulia ruft Rinaldino zu Hilfe, um sie vor den Angriffen der anderen Frauen zu schützen. Ferramonte warnt ihn vor einer List. Als Tulia Rinaldino jedoch das Kommando überlassen will und ihm ihre Liebe und Treue verspricht, rät er ihm, sie beim Wort zu nehmen (Arie Tulia: „Fino ch’io vivo adorerò“).
Szene 3. Ferramonte lacht über das Verhalten der Frauen, mahnt Rinaldino aber weiterhin zur Vorsicht (Arie Ferramonte: „Le donne col cervello“).
Szene 4. Rinaldino will aufpassen, obwohl er nicht glaubt, dass Tulia eine Gefahr für ihn darstellt.
Szene 5. Graziosino will sich von Aurora lossagen. Dennoch gibt er ihrem Flehen um Schutz und Liebe schnell nach (Arie Aurora: „Che bel regnar contenta“).
Szene 6. Obwohl Cintia inzwischen den Verstand verloren zu haben scheint, schwört Graziosino ihr Gehorsam (Arie Graziosino: „Giuro… Signora sì“).
Szene 7. Bei Giacinto, der sich nun ganz der Sache der Männer verschrieben hat, kann Cintia nichts mehr ausrichten. Er zwingt sie, sich vor ihm zu erniedrigen (Duett Cintia/Giacinto: „Eccomi al vostro piede“).
Schöner und prächtiger Ort, zum Vergnügen der herrschenden Frauen bestimmt
Szene 8 „ultima“. Alle Frauen flehen die siegreichen Männer um Gnade an (Finale III: „Pietà, pietà di noi“). Tulia unterwirft sich Rinaldino, und Graziosino verspricht Aurora die Ehe. Giacinto braucht noch Bedenkzeit bezüglich Cintia. Die anderen Männer wollen sich gnädig zeigen, sofern die Frauen ihre Eitelkeit zügeln. Alle erkennen, dass eine verkehrte Welt, in der Frauen die Macht haben, unweigerlich zum Scheitern verurteilt ist.

## Werkgeschichte
Das Libretto von Baldassare Galuppis Oper Il mondo alla roversa stammt von Carlo Goldoni. Die darin thematisierte Herrschaft der Frauen bezieht sich auf deren zunehmenden Einfluss in der zeitgenössischen Politik, der sich in der englischen Königin Anne, der spanischen Königin Elisabetta Farnese, der österreichischen Kaiserin Maria Theresia, den russischen Zarinnen Anna Iwanowna und Katharina II. oder auch in der französischen Königsmätresse Madame de Pompadour bemerkbar machte. Noch zentraler ist allerdings die satirische Kritik an den Übertreibungen des „galanten Zeitalters“ in der Mitte des 18. Jahrhunderts, der bei manchen Männern zu einer übermäßigen Verehrung der Frauen führte. Der Untertitel „dramma bernesco“ weist auf den Dichter Francesco Berni hin, der im 16. Jahrhundert lebte und dessen Stil eine zeitgenössische literarische Modeströmung beeinflusste. Den Dialog von Auroras Mordauftrag in Szene II:10 modellierte Goldoni parodistisch nach Pietro Metastasios La clemenza di Tito (dort Vitellias Befehl an Sextus in Szene I:11).:91
Bei der Uraufführung am 14. November 1750 im Teatro San Cassiano in Venedig sangen Angiola Conti Leonardi (Rinaldino), Agata Sani (Tulia), Serafina Penni (Cintia), Annunziata Manzi (Aurora), Girolamo Piani (Giacinto), Giovanni Leonardi (Graziosino) und Anastasio Massa (Ferramonte). Das Bühnenbild stammte von Domenico Mauro, die Kostüme von Natale Canziani und die Choreografie der Tänze von Gaspare Caccioni. Die Oper wurde mit allgemeinem Beifall aufgenommen.

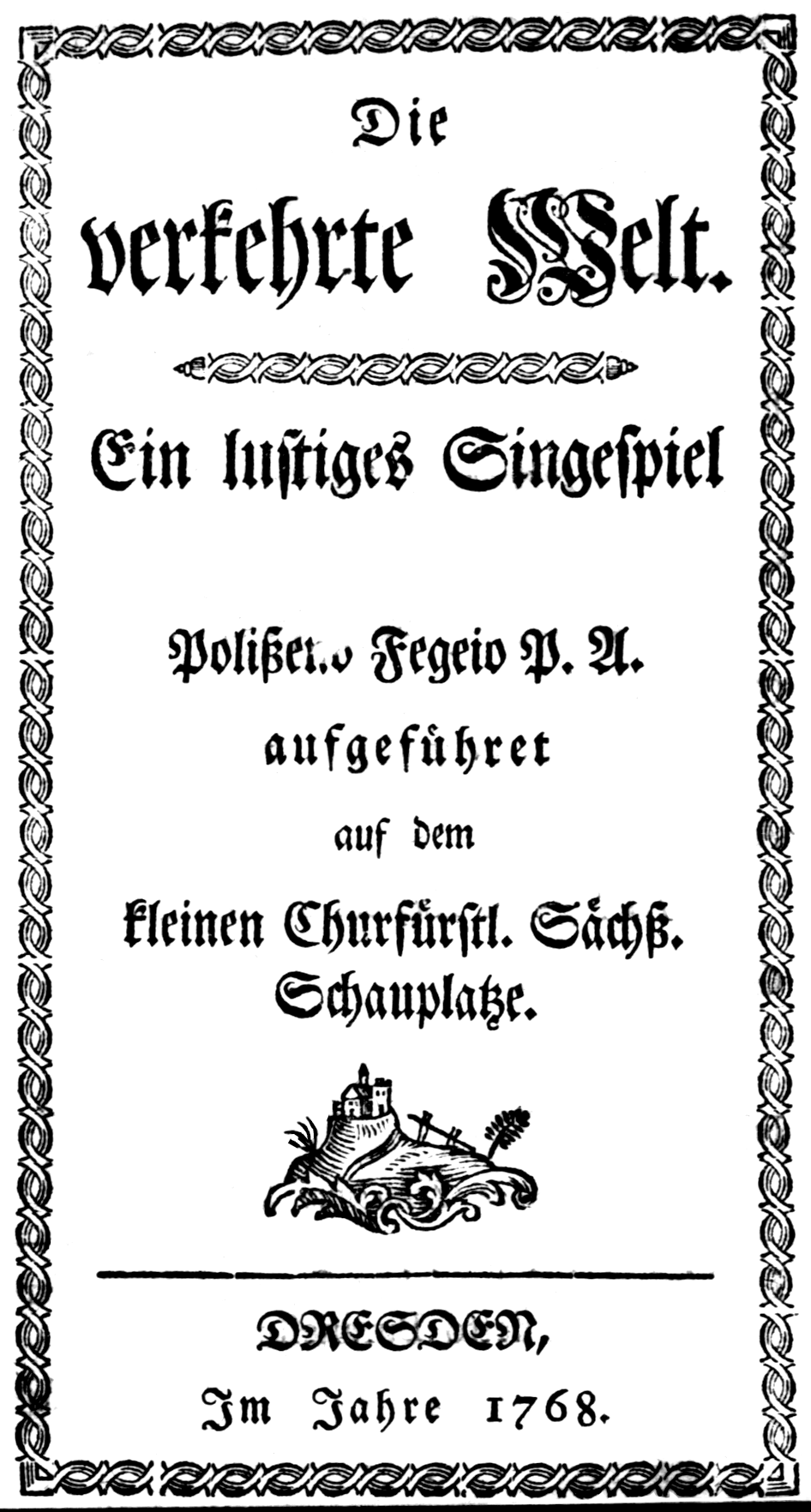
Deutsches Titelblatt des Librettos, Dresden 1768

Anschließend gab es mehrere Neuproduktionen in italienischen Theatern sowie 1752 in Barcelona, 1754 in Prag, Leipzig, Dresden, Hamburg, Braunschweig und Amsterdam, 1758 in München, 1759 in Moskau und 1768 erneut in Dresden.
Das Libretto diente auch zur Grundlage der Oper La schiavitù per amore von Niccolò Piccinni, die in der Karnevalsaison 1761 im römischen Teatro Capranica gespielt wurde. Galuppi selbst komponierte mit L’uomo femmina (Venedig 1762) eine weitere Oper mit ähnlichem Thema. Giovanni Paisiello erwähnt in seiner Autobiografie eine Oper Il mondo alla rovescia (Bologna 1764), die anderweitig nicht nachweisbar ist. Auch das Sujet von Antonio Salieris Oper Il mondo alla rovescia (Wien 1795) ist von Goldonis Text inspiriert.:537
Das Autograf ist nicht erhalten. Es sind allerdings einige Abschriften überliefert. Ein Klavierauszug mit der Sinfonia und sämtlichen Arien sowie allen größeren Einlagestücken wurde bereits 1758 als einer der ersten gedruckten Klavierauszüge überhaupt von Breitkopf in Leipzig herausgegeben. Il mondo alla roversa ist Galuppis einzige Oper, die zu seinen Lebzeiten im Druck erschien.
Auch in neuerer Zeit wurde das Werk einige Male gespielt. Mitgeschnitten wurden Aufführungen in Pesaro 1997 unter Franco Piva:5030 und in Lugano 1999 unter Diego Fasolis.:5032 Letztere spielte die Oper im November 1998 nach einer kritischen Ausgabe von Francesco Luisi auch auf CD ein.:5031 2019 wurde sie in einer Inszenierung von Vincent Tavernier an der Opéra Grand Avignon und an der Opéra de Reims gespielt.

## Gestaltung
Die Charaktere entsprechen weitgehend dem damaligen Standard der Opera buffa. Es gibt drei Paare und mit Ferramonte einen Vermittler. Das Paar Tulia/Rinaldino ist ernsthafter gestaltet als die anderen hauptsächlich buffoesken Figuren.
Die Sprache der Dialoge orientiert sich wie bei den meisten in Venedig gezeigten komischen Opern der Zeit an derjenigen der mittleren Gesellschaftsschicht. Sie unterscheidet sich somit von den neapolitanischen Opern, in denen mehr die Sprache der Unterschicht genutzt wurde. Galuppi legte großen Wert auf die Textverständlichkeit – eine Voraussetzung für den Erfolg einer komischen Oper. Dies zeigt sich in einem größtenteils syllabischen Stil, der aber auch Raum für den Gefühlsausdruck und für virtuose Abschnitte bietet. Bemerkenswert ist die sorgfältige Instrumentierung. Dem Musikhistoriker Francesco Caffi zufolge bevorzugte Galuppi auch in den Vorbereitungen Orchesterproben, da er Cembaloproben für nicht ausreichend hielt, und studierte alle Details gründlich ein. Die Instrumentalpartien dienen immer auch der Verstärkung des karikaturistischen Effekts des Textes.
Musikalisch ungewöhnlich ist die mehrfach von Freiheitsrufen des Chores unterbrochene Abstimmung über die Alleinherrschaft zu Beginn des zweiten Akts. Die Ankunft von Ferramonte und seinen Leuten (II:4) wird von einem sanften B-Dur-Marsch begleitet, den beim Eintreffen der Frauen (II:5) eine kriegerische Sinfonia ablöst. Im Finale des ersten Akts taucht eine Melodiewendung der einleitenden Sinfonia wieder auf.

### Orchester
Die Orchesterbesetzung der Oper umfasst die folgenden Instrumente:
- Holzbläser: zwei Flöten, zwei Oboen
- Blechbläser: zwei Hörner
- Pauken
- Streicher
- Basso continuo
- Bühnenmusik: zwei Oboen, zwei Hörner

### Musiknummern
Die Oper enthält die folgenden Musiknummern:
Erster Akt
- Sinfonia
- Szene 1. Chor: „Presto, presto, alla catena“
  - Rezitativ: „Ite all’opre servili“
  - Chor: „Presto, presto, alla catena“
- Szene 2. Rezitativ: „Poiché del viril sesso“
- Szene 3. Rezitativ: „Aurora, ah non vorrei“
  - Arie (Tulia): „Fiero leon, che audace“
- Szene 4. Rezitativ: „Che piacer, che diletto“
  - Arie (Aurora): „Quegl’occhietti sì furbetti“
- Szene 5. Rezitativ: „Oh che gusto, oh che gusto!“
  - Arie (Graziosino): „Quando gli augelli cantano“
- Szene 6. Arietta (Giacinto): „Madre Natura“
  - Rezitativ: „Questa parucca, in vero“
  - Arie (Giacinto): „In quel volto siede un nume“
- Szene 7. Rezitativ: „Oh, quanto mi fan ridere“
  - Arie (Cintia): „Se gli uomini sospirano“
- Szene 8. Rezitativ: „Ma io, per dir il vero“
  - Arie (Tulia): „Cari lacci, amate pene“
- Szene 9. Rezitativ: „Dov’è, dov’è chi dice“
  - Arie (Rinaldino): „Gioje care, un cor dubioso“
- Szene 10. Rezitativ: „O Diana mia gentile!“
- Szene 11. Rezitativ: „(Con Aurora Giacinto?)“
  - Finale I: „Venite, o ch’io vi faccio“

Zweiter Akt
- Szene 1. Chor und Rezitativ: „Libertà, libertà“
- Szene 2. Rezitativ: „Com’è possibil mai“
  - Arie (Tulia): „Fra tutti gli affetti“
- Szene 3. Terzett (Rinaldino, Giacinto, Graziosino): „Queste rose porporine“
- Szene 4. Rezitativ: „Osservate, compagni: ecco un naviglio“
  - Terzett (Rinaldino, Giacinto, Graziosino): „A terra, a terra“
  - Marsch
- Szene 5. Sinfonia
  - Rezitativ: „Olà, voi che venite“
- Szene 6. Rezitativ: „Amico, vi son schiavo“
  - Arie (Ferramonte): „Quando le donne parlano“
- Szene 7. Rezitativ: „Ah, purtroppo egli è ver!“
  - Arie (Rinaldino): „Nochier che s’abbandona“
- Szene 8. Rezitativ: „La vogliamo vedere“
  - Arie (Cintia): „Che cosa son le donne“
- Szene 9. Rezitativ: „Esser dovrò crudele“
  - Arie (Giacinto): „Al bello delle femine“
- Szene 10. Rezitativ: „Dunque, Cintia sgarbata“
  - Arie (Aurora): „Quando vien la mia nemica“
- Szene 11. Rezitativ: „Son in un bell’imbroglio“
  - Arie (Graziosino): „Son di coraggio armato“
- Szene 12. Rezitativ: „Dov’è, dov’è la spada?“
- Finale II: „È questa la promessa“

Dritter Akt
- Szene 1. Rezitativ: „Al lume di ragion conosco e vedo“
- Szene 2. Rezitativ: „Ahimè! Chi mi soccorre?“
  - Arie (Tulia): „Fino ch’io vivo adorerò“
- Szene 3. Rezitativ: „Io rido come un pazzo“
  - Arie (Ferramonte): „Le donne col cervello“
- Szene 4. Rezitativ: „Il periglio passo“ – „Chi troppo ad Amor crede“
- Szene 5. Rezitativ: „Non ne vuò più sapere“
  - Arie (Aurora): „Che bel regnar contenta“
- Szene 6. Rezitativ: „Colui di Ferramonte“
  - Arie (Graziosino): „Giuro… Signora sì“
- Szene 7. Rezitativ: „Ah, ch’è un piacere soave“
  - Duett (Cintia, Giacinto): „Eccomi al vostro piede“
- Szene 8. Finale III: „Pietà, pietà di noi“
  - Epilog

## Aufnahmen
- 1997 – Franco Piva (Dirigent), Intermusica Ensemble.
 Patrizio Sandelli (Rinaldino), Lee So Yun (Tulia), Barbara di Castri (Cintia), Elisabetta Lombardi (Aurora), Gastone Sarti (Giacinto), Claudio Ottino (Graziosino), Christiano Olivero (Ferramonte).
 Live aus Pesaro.
 Bongiovanni CD.[9]:5030
- November 1998 – Diego Fasolis (Dirigent), I Barocchisti, Coro della Radiotelevisione della Svizzera Italiana Lugano.
 Lia Serafini (Rinaldino), Marinella Pennicchi (Tulia), Mya Fracassini (Cintia), Rosa Dominguez (Aurora), Fulvio Bettini (Giacinto), Furio Zanasi (Graziosino), Davide Livermore (Ferramonte).
 Studioaufnahme; kritische Ausgabe von Francesco Luisi.
 Chandos CHAN 0676.[9]:5031
- 25. September 1999 – Diego Fasolis (Dirigent), Orchestra della Radiotelevisione della Svizzera Italiana Lugano, Coro della Radiotelevisione della Svizzera Italiana Lugano.
 Sänger wie in der Studioaufnahme von 1998.
 Live, konzertant aus Lugano.[9]:5032

## Digitalisate
- Il mondo alla roversa: Noten und Audiodateien im International Music Score Library Project
- Klavierauszug, Breitkopf, Leipzig 1758. Digitalisat bei Gallica
- Libretto (italienisch), Venedig 1750. Digitalisat der Biblioteca Nazionale Braidense
- Libretto (italienisch/deutsch), Dresden 1768. Digitalisat der Library of Congress